# HTC Blueangel
HTC Blueangel（研發代號），是台灣宏達電公司所推出的智慧型手機，全球首支雙網四頻頂級PDA手機，內建WiFi/GSM雙網，擁有3.5吋QVGA TFT螢幕，39鍵滑蓋式QWERTY鍵盤。2004年8月於歐洲首度發表。已知客製版本Qtek 9090，Dopod 700，O2 Xda III，O2 Xda IIs，T-Mobile MDA III，i-mate PDA2k，Orange SPV M2000，E-Plus PDA III，Siemens SX66，SFR v1620，Vodafone v1620，Vodafone VPA III，Vodafone VPx。

## 技術規格
- 處理器：Intel XScale PXA263 400MHz
- 作業系統：Windows Mobile 2003 Pocket PC Phone Second Edition
- 記憶體：ROM：96MB，RAM：128MB
- 尺寸：125.1 毫米 X 71.6 毫米 X 18.7 毫米
- 重量：210g（含電池）
- 螢幕：QVGA 解析度、3.5 吋 TFT-LCD 平面式觸控感應螢幕
- 網路：GSM/GPRS
- 藍牙：Bluetooth 1.1
- Wi-Fi：IEEE 802.11 b
- 相機：30萬畫素相機
- 電池：1490mAh充電式鋰或鋰聚合物電池

## 外部連結
- HTC（页面存档备份，存于）
- Qtek
- Dopod